# Février 1944
Les événements concernant la Seconde Guerre mondiale sont détaillés dans l'article Février 1944 (Seconde Guerre mondiale).

## Événements
- 4 février : c'est en pleine Occupation allemande qu'Anouilh fait jouer Antigone au théâtre de l'Atelier dans une mise en scène, un décor et des costumes d'André Barsacq, avec Monelle Valentin dans le rôle-titre.
- 8 février : le plan pour l'invasion de la France, l'opération Overlord, est confirmé.
- 16 février : la Royal Air Force lance sur Berlin la plus violente attaque aérienne depuis le début du conflit. 2 500 tonnes de bombes sont larguées.
- 18 février : lors de l’opération Jéricho, 19 avions anglais attaquent la prison d’Amiens pour permettre aux prisonniers français de s’évader.
- 20 février : mutinerie de la Force publique à Luluabourg dans le Kasai, Congo belge
- 21 février : au fort du Mont-Valérien, les Allemands exécutent trois lycéens résistants du lycée Anatole-Le-Braz de Saint-Brieuc, le résistant Missak Manouchian et 21 membres de son groupe appartenant aux Francs-tireurs et partisans - Main-d'œuvre immigrée (FTP-MOI).
- 22 février : bombardement de Stockholm par l'aviation soviétique.
- 23 février : la déportation des Tchétchènes a commencé.
- 25 février : le général Edelmiro Julián Farrell, hostile aux alliés, devient président en Argentine (fin en 1946). Il succède au général Ramírez à la faveur d’une lutte intestine à l’armée.
- 27 février : naufrage du sous-marin américain USS Grayback, coulé par une bombe aérienne d'un Nakajima B5N à 80 km au sud d'Okinawa.

## Naissances
- 1er février :
  - Michel Le Bris, écrivain français († 30 janvier 2021).
  - Mike Enzi, sénateur des États-Unis pour le Wyoming de 1997 a 2021 († 26 juillet 2021).
- 2 février : Andrew Davis, claveciniste, organiste et chef d'orchestre britannique († 20 avril 2024).
- 6 février : Christine Boutin, femme politique française, ministre du Logement et de la Ville.
- 8 février : Sebastião Salgado, photographe brésilien († 23 mai 2025).
- 13 février : Jerry Springer, animateur de télévision américain († 27 avril 2023).
- 14 février : Alan Parker, réalisateur britannique. († 31 juillet 2020).
- 15 février :
  - Aleksandr Serebrov, cosmonaute russe.
  - René Morizur, saxophoniste et accordéoniste français, membre du groupe Les Musclés († 26 août 2009).
- 17 février :
- Françoise Hardy, chanteuse française
- Marjatta Raita, actrice finlandaise († 27 septembre 2007).
- 20 février : Robert de Cotret, homme politique canadien.
- 25 février : Hippolyte Simon, évêque catholique français, archevêque de Clermont-Ferrand († 25 août 2020).
- 28 février : Şirin Tekeli, universitaire, écrivaine et militante féministe turque († 13 juin 2017).

## Décès
- 1er février :
  - François Bovesse, homme politique belge (° 10 juin 1890).
  - Piet Mondrian, peintre néerlandais (° 7 mars 1872).
- 5 février : Marie-Alphonsine Loretti, ambulancière militaire française première femme décorée de la Médaille militaire (° 29 juillet 1915).
- 6 février : Arthur Sauvé, homme politique et chef du Parti conservateur du Québec.
- 9 février : Jean Tousseul, écrivain belge d'expression française (° 7 décembre 1890).
- 13 février : Honoré Hugrel, peintre français (° 12 juin 1880).
- 21 février : Missak Manouchian et les 23 membres du Groupe Manouchian fusillés au Mont-Valérien.
- 27 février : Michel Guermacheff, peintre russe (° 13 août 1867).